# Кондаков, Сергей Никодимович
Серге́й Никоди́мович Кондако́в (6 [18] октября 1878, Одесса, Российская империя — 5 апреля 1940, Париж, Франция) — русский искусствовед и библиограф

, старший приёмный сын Никодима Павловича Кондакова. Наиболее известен подготовкой и изданием двухтомного «Юбилейного справочника Императорской Академии художеств» (1915) — важного источника по истории русской художественной школы XVIII—XIX веков.

## Биография
Биологические родители неизвестны, датой рождения записали 6 октября 1878 года. В 1886 году был усыновлён профессором Н. П. Кондаковым. Учился в 3-й Санкт-Петербургской гимназии (1888—1891), гимназии Я. Г. Гуревича (1891—1892), Александровской гимназии в Ялте.
Окончил историко-филологический факультет Санкт-Петербургского университета. После революции работал с фондами Эрмитажа и Царского Села. В 1921 вместе с приёмным отцом эмигрировал в Болгарию, затем в Чехословакию. С 1928 года жил и работал во Франции.
Умер 5 апреля 1940 в Париже; похоронен на кладбище Сент-Женевьев-де-Буа.

## Труды
- Юбилейный справочник Императорской Академии художеств. 1764—1914. — СПб.: Товарищество Р. Голике и А. Вильборг, 1914. — Т. I. Часть историческая. — 353 с.
- Юбилейный справочник Императорской Академии художеств. 1764—1914. — СПб.: Товарищество Р. Голике и А. Вильборг, 1915. — Т. II. Часть биографическая. — 459 с.